# Chiesa di Santa Gemma (Monza)
La Chiesa di Santa Gemma è un edificio di culto cattolico di Monza, nel quartiere Parco, all’incrocio delle vie Lissoni e Ramazzotti.
Intitolata alla Santa mistica Gemma Galgani, la chiesa è stata costruita fra 1981 e 1984. Il Cardinale Dionigi Tettamanzi, Arcivescovo metropolita di Milano, ne ha celebrato la cerimonia di dedicazione nel 2003.

## Architettura
Il progetto degli architetti Pietro Ripa, Sandro Gnetti e Carlo Crippa ha previsto un complesso di edifici disposti sui lati di una corte quadrata,  porticata su due dei lati opposti: la chiesa ne occupa uno, mentre gli altri due lati sono dedicati alla canonica e agli edifici parrocchiali. Il quarto lato è ancora da costruire.
Soprattutto l’interno del tempio esprime una diversa modalità di organizzare lo spazio del culto: dal portale, laterale e accanto alla piccola torre campanile, si accede all’interno che si presenta come un’unica aula a luce diffusa, con due coperture in legno che con la loro diversa inclinazione suggeriscono due navate parallele e contigue.
Un matroneo, che corre su due lati dell'ambiente, aumenta la capienza del tempio.
Il presbiterio e l’altare sono sovrastati da una cupola a botte che, insieme alle finestre sui lati, porta luce zenitale all’ambiente. Anche il fonte battesimale, collocato in un vano laterale a metà navata destra, riceve luce dall'alto della sua copertura in vetro. 
L’altare, il tabernacolo, l’ambone e il fonte battesimale sono ricavati con la stessa pietra; gli altri arredi sono in legno. Tutti sono stati disegnati dai progettisti del complesso.

## Apparato decorativo
Il semplice apparato decorativo della chiesa comprende :
- Crocefisso, terracotta (1983), sulla parete absidale
- Le stazioni della Via Crucis, olio su tavola (1983-85)
- Ritratto della Santa, dipinto ad olio